# ريتشارد تي كينيدي
ريتشارد تي كينيدي (بالإنجليزية: Richard T. Kennedy)‏ هو دبلوماسي أمريكي، ولد في 1919 في روتشستر في الولايات المتحدة، وتوفي في 1998.

## وصلات خارجية
- ريتشارد كينيدي على موقع إن إن دي بي (الإنجليزية)